# Пјаница ди Сото (Болцано)
Пјаница ди Сото је насеље у Италији у округу Болцано, региону Трентино-Јужни Тирол.
Према процени из 2011. у насељу је живело 124 становника. Насеље се налази на надморској висини од 436 м.